# 牡丹燈籠

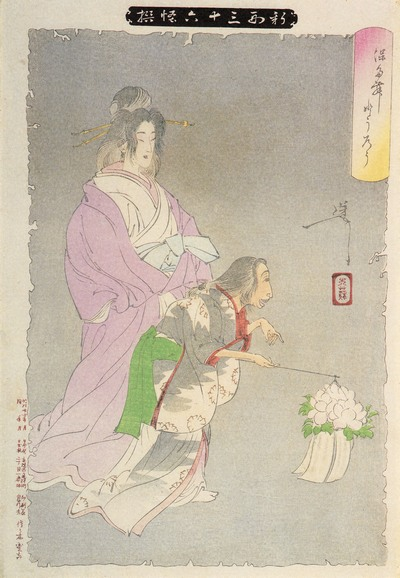
牡丹灯笼（月冈芳年《新形三十六怪撰》）

牡丹灯籠（日语：／ Botan Doro）是三遊亭圓朝創作的怪談噺（かいだんばなし），落語的演目之一。改编自中国明代小説《剪灯新话·牡丹灯记》，原名『怪談牡丹灯籠』。和「四谷怪談」、「皿屋敷」並稱日本三大怪談。

## 概要
旗本飯島平左衛門的女兒阿露，因為和浪人萩原新三郎的戀情而苦惱死亡。下女阿米也在之後死去，應該已不在人世的阿露和阿米每晚提著牡丹灯籠來找新三郎。之後，關口屋伴藏發現抱著髑髏的新三郎，得知阿露非此世間之人。伴藏將此事告知新三郎，所以新三郎從良石和尚處求得魔除之符，但是幽靈給伴藏百兩黃金，將魔除之符撕去，新三郎最後因為伴藏的背叛而身亡。

## 關連項目
- 栗橋町

## 外部連結
- asahi.com:「怪談牡丹灯籠」三遊亭圓朝（栗橋町）